# Jan Rokyta
Jan Rokyta, także Rokita (ur. w Litomyślu, zm. 25 stycznia 1591 w Koźminku) – duchowny Jednoty braci czeskich, działający w Polsce.

## Życiorys
Studiował na uniwersytecie w Wittenberdze (od 1544). Po powrocie do rodzinnego Litomyśla był więziony wraz z biskupem braci czeskich Janem Augustą (1548). Później przebywał przez pewien czas w Królewcu, następnie w Bazylei, gdzie kontynuował studia. W Kwidzynie współpracował z ministrem braci czeskich Jerzym Izraelem i prowadził szkółkę dla dzieci wygnańców czeskich. Około 1554 przeniósł się razem z Izraelem do Poznania. Brał udział w wielu ważnych wydarzeniach wspólnoty, m.in. w synodzie zjednoczeniowym w Koźminku późnym latem 1555, na którym został wyświęcony na ministra. Od 1560 był ministrem w Koźminku. W 1569 został konseniorem Jednoty braci czeskich w Polsce i zwierzchnikiem dystryktu kaliskiego, zachowując funkcję ministra w Koźminku.
Rozgłos przyniosła mu dysputa religijna w Moskwie z carem Iwanem Groźnym 10 maja 1570; Rokyta bronił zasad wyznania ewangelickiego i spotkał się z ostrą odpowiedzią cara, chwalącego Cerkiew prawosławną. Był autorem kilku dzieł teologicznych, m.in. Responsio ad censuram...de articulo Sacrosanctae Trinitatis (1566). Uczestniczył w spotkaniach ugodowych braci czeskich i luteranów. Prowadził działalność duszpasterską w Gołuchowie (1578), od 1579 ponownie w Koźminku, gdzie przebywał do końca życia.
Był żonaty z Dorotą Przespolewską (szlachcianką), miał córki Katarzynę (żonę seniora braci czeskich Szymona Bogumiła Turnowskiego) i Dorotę (żonę Andrzeja Barabasza), prawdopodobnie także syna Jana (kandydata na ministra Jednoty braci czeskich w 1573).
Źródła:
- Jolanta Dworzaczkowa, Jan Rokita, w: Polski Słownik Biograficzny, tom XXXI, 1989